# Rhacochelifer tingitanus
Rhacochelifer tingitanus es una especie de arácnido del orden Pseudoscorpionida de la familia Cheliferidae.

## Distribución geográfica
Se encuentra en Marruecos y España.